# Ebba Andersson
Ebba Kristina Andersson (Delsbo, 10 juli 1997) is een Zweedse langlaufster. Ze vertegenwoordigde haar vaderland op de Olympische Winterspelen 2018 in Pyeongchang.

## Carrière
Bij haar wereldbekerdebuut, in februari 2015 in Östersund, scoorde Andersson direct wereldbekerpunten. Op de wereldkampioenschappen langlaufen 2017 in Lahti eindigde ze als zeventiende op de 30 kilometer vrije stijl en als 22e op de 15 kilometer skiatlon, samen met Anna Haag, Charlotte Kalla en Stina Nilsson veroverde ze de zilveren medaille op de estafette. In januari 2018 behaalde de Zweedse in Planica haar eerste toptienklassering in een wereldbekerwedstrijd. Tijdens de Olympische Winterspelen van 2018 in Pyeongchang eindigde Andersson als vierde op de 15 kilometer skiatlon en als dertiende op zowel de 10 kilometer vrije stijl als de 30 kilometer klassieke stijl. Op de estafette sleepte ze samen met Anna Haag, Charlotte Kalla en Stina Nilsson de zilveren medaille in de wacht.
In november 2018 stond ze in Kuusamo voor de eerste maal in haar carrière op het podium van een wereldbekerwedstrijd. In Seefeld nam de Zweedse deel aan de wereldkampioenschappen langlaufen 2019. Op dit toernooi eindigde ze als zesde op de 30 kilometer vrije stijl en als zestiende op de 10 kilometer klassieke stijl. Samen met Frida Karlsson, Charlotte Kalla en Stina Nilsson werd ze wereldkampioene op de estafette. Op 10 januari 2021 boekte Andersson in Val di Fiemme haar eerste wereldbekerzege. Op de wereldkampioenschappen langlaufen 2021 in Oberstdorf veroverde ze de bronzen medaille op zowel de 10 kilometer vrije stijl als de 15 kilometer skiatlon, daarnaast eindigde ze als vierde op de 30 kilometer klassieke stijl. Op de estafette eindigde ze samen met Jonna Sundling, Charlotte Kalla en Frida Karlsson op de zesde plaats.

## Resultaten

### Olympische Spelen
| Jaar | Plaats      | Resultaten                                                                                 |
| ---- | ----------- | ------------------------------------------------------------------------------------------ |
| 2018 | Pyeongchang | 13e 10 km (vrije stijl) · 4e 15 km skiatlon · 13e 30 km klassieke stijl · 4×5 km estafette |

### Wereldkampioenschappen
| Jaar | Plaats     | Resultaten                                                                          |
| ---- | ---------- | ----------------------------------------------------------------------------------- |
| 2017 | Lahti      | 22e 15 km skiatlon · 17e 30 km vrije stijl · 4×5 km estafette                       |
| 2019 | Seefeld    | 16e 10 km klassieke stijl · 6e 30 km vrije stijl · 4×5 km estafette                 |
| 2021 | Oberstdorf | 10 km vrije stijl · 15 km skiatlon · 4e 30 km klassieke stijl · 6e 4×5 km estafette |

### Wereldbeker
| Legenda | Legenda            |
| ------- | ------------------ |
| TdS     | Tour de Ski        |
| NO      | Nordic Opening     |
| LT      | Lillehammer Triple |
| RT      | Ruka Triple        |
| WBF     | Wereldbekerfinale  |
| STC     | Ski Tour Canada    |
| ST      | Ski Tour           |

Eindklasseringen
| Seizoen   | Algm  | DI     | SP  | TdS   |
| --------- | ----- | ------ | --- | ----- |
| 2014/2015 | 100e  | 70e    | –   | –     |
| 2017/2018 | 26e   | 15e    | –   | –     |
| 2018/2019 | 7e    | 5e     | 45e | –     |
| 2019/2020 | 7e    | Brons  | 50e | DNF   |
| 2020/2021 | Brons | Zilver | 64e | Brons |

Wereldbekerzeges
| Nr. | Datum            | Plaats        | Onderdeel                          |
| --- | ---------------- | ------------- | ---------------------------------- |
| 1.  | 10 januari 2021  | Val di Fiemme | 10 km vrije stijl (massastart) TdS |
| 2.  | 26 november 2022 | Kuusamo       | 10 km klassieke stijl              |
| 3.  | 27 januari 2023  | Les Rousses   | 10 km vrije stijl                  |

### Overige zeges
| Nr. | Datum         | Plaats  | Wedstrijd            | Onderdeel                      |
| --- | ------------- | ------- | -------------------- | ------------------------------ |
| 1.  | 12 april 2019 | Hafjell | Red Bull Janteloppet | 30 km vrije stijl (massastart) |

### Marathons
Ski Classics podiumplaatsen
| Nr.           | Datum         | Plaats              | Marathon       | Onderdeel                          |
| Overwinningen | Overwinningen | Overwinningen       | Overwinningen  | Overwinningen                      |
| ------------- | ------------- | ------------------- | -------------- | ---------------------------------- |
| 1.            | 20 maart 2021 | Vålådalen           | Vålådalsrennet | 54 km klassieke stijl (massastart) |
| 2.            | 2 april 2022  | Setermoen-Bardufoss | Reistadløpet   | 50 km klassieke stijl (massastart) |

Overige marathonzeges
| Nr. | Datum         | Plaats        | Marathon        | Onderdeel                      |
| --- | ------------- | ------------- | --------------- | ------------------------------ |
| 1.  | 8 april 2017  | Bruksvallarna | Fjälltopploppet | 35 km vrije stijl (massastart) |
| 2.  | 14 april 2018 | Bruksvallarna | Fjälltopploppet | 35 km vrije stijl (massastart) |
| 3.  | 23 april 2022 | Bruksvallarna | Fjälltopploppet | 35 km vrije stijl (massastart) |
| 4.  | 22 april 2023 | Bruksvallarna | Fjälltopploppet | 35 km vrije stijl (massastart) |